# Turmhügel Sachsenhausen
Der Turmhügel Sachsenhausen bezeichnet eine abgegangene mittelalterliche Höhenburg vom Typus einer Turmhügelburg (Motte) in einem Waldstück ca. 300 m südöstlich von Sachsenhausen, einem Gemeindeteil des niederbayerischen Marktes Pfeffenhausen im Landkreis Landshut. Die Anlage wird als Bodendenkmal unter der Aktennummer D-2-7338-0104 als „Turmhügel des Mittelalters“ geführt.

## Beschreibung
Der Turmhügel Sachsenhausen liegt auf einem mäßig ansteigenden Hang unweit der Kleinen Laber. Hier findet sich der Rest eines 3,5 m hohen, steil geböschten Hügels mit einer Grundfläche von 24 (in Ost-West-Richtung) mal 17 m (in Nord-Süd-Richtung). Der künstlich aufgeschüttete Hügel trägt eine Plattform von 12 m Länge und 4 m Breite (laut der Lidaraufnahme ist diese durch einen leichten Graben in zwei Teile getrennt). Zu dem absteigenden Gelände hin ist eine umlaufende Grabenmulde zu erkennen. Aufgrund älterer Abschachtungen auf der Nordseite und jüngerer auf der Ostseite lassen sich mehrere Schichten in dem Löss erkennen, durch den sich eine Brandschicht mit Holzkohlen und verziegeltem Lehm zieht.